# شرف‌آباد (ورزقان)
شرف‌آباد یکی از روستاهای استان آذربایجان شرقی است که در دهستان سینا بخش مرکزی شهرستان ورزقان واقع شده‌است.
شرف آباد ورزقان
شرف‌آباد یکی از روستاهای استان آذربایجان شرقی است که در دهستان سینا بخش مرکزی شهرستان ورزقان واقع شده است.
این روستا از طرف شمال با روستای هیزه جان،از شرق با روستای کامبلاش، از جنوب شرق با روستای سرخه دیزج، از جنوب غرب با روستای گزنبند و از طرف غرب با روستای مزرعه شادی همسایه می‌باشد. و با ارتفاع تقریبی ۱۸۵۰ متر از سطح دریاهای آزاد، از روستاهای مرتفع و کوهستانی شهرستان ورزقان محسوب می‌شود.
روستای شرف آباد با دارا بودن تقریباً 650نفر جمعیت و با حدود ۱۸۵ خانوار یکی از روستاهای پر جمیعت و مهم شهرستان ورزقان به حساب می‌آید.
مردم این روستا به شغلهای کشاورزی، دامداری، قالیبافی، زنبوردای و... مشغولند.
محصولات کشاورزی این روستا عبارتند از:گندم،عدس و جو،سیاه دانه و ...
این روستا یکی از قطبهای تولید عسل در شهرستان ورزقان بوده و همه ساله مرغوبترین عسل‌ها را روانه بازار مصرف میکند.
قالی بافی هم از شغل های اصلی اهالی این روستا محسوب میشود به‌طوری که هنرمندان روستا با کیفیت ترین و به روزترین قالی‌ها را در خانه هایشان میبافند. و با درآمد حاصل از آن امرار معاش می‌کنند.
به علت نبود شغل و کار مدّ نظر جوانان در روستا،از سالهای خیلی قبل مهاجرت از روستا رواج داشته و هنوز هم ادامه دارد به‌طوری‌که راحت می‌شود گفت سالانه حداقل یک یا دو خانوار از روستا مهاجرت کرده و در شهرهایی مانند ارومیه، تبریز،مرند، اهر یا دیگر شهرها ساکن می‌شوند.
این موضوع که به‌طور عام در کل روستاهای ورزقان و به‌طور خاص در روستای شرف آباد، رواج دارد حرکت و کار جدی مسئولان امر را میطلبد که با اندیشیدن تمهیدات به موقع مانع از مهاجرت جوانان و خانواده‌ها به شهرها و استان‌های دیگر شوند.
روستای شرف آباد از حیث دارا بودن امکانات رفاهی (مانند گاز، برق ، آب آشامیدنی سالم ، تلفن ، خانه بهداشت ، نانوایی لواش و بربری و نان روغنی ، دارا بودن پست بانک ، کوچه‌ها و معابر سنگ فرش شده، دکل صداوسیما، مدرسه ابتدایی و راهنمایی و ...) از بهترین روستاهای شهرستان ورزقان به حساب می‌آید.
به‌طوری‌که بر اساس تحلیل سلسله مراتبی که با استفاده از روش میزان سنجی نهادی گاتمن توسط علی اسدی و در سال 1392 برای دهستان سینای ورزقان انجام گرفته ، روستای شرف آباد بالاتر از روستاهایی مثل آقابابا فرامرزی ، در رتبه اول از لحاظ دارا بودن امکانات ، خدمات و فعالیت‌های اقتصادی قرار دارد.
در حال حاضر شوراهای اسلامی روستا آقایان: حاج خیبر ابراهیمی ، صفر صمدی و کریم محسنی هستند.
دهیار روستا هم جناب آقای حیدر نجف زاده میباشد.
تپه دکل شرف‌آباد
نام: تپه دکل شرف‌آباد
کشور: ایران
استان: استان آذربایجان شرقی
شهرستان :شهرستان ورزقان
اطلاعات اثر:
کاربری: تپه
دیرینگی :هزاره اول
دورهٔ ساخت اثر: هزاره اول
اطلاعات ثبتی:
شمارهٔ ثبت: ۲۶۴۲۰
تاریخ ثبت ملی :۲۷ اسفند ۱۳۸۷
تپه دکل شرف آباد مربوط به هزاره اول قبل از میلاد است و در شهرستان ورزقان، بخش مرکزی، دهستان سینا، ۱/۵ کیلومتری جنوب روستای شرف آباد بر بالای کوهی موسوم به پیر داغی، واقع شده و این اثر در تاریخ ۲۷ اسفند ۱۳۸۷ با شمارهٔ ثبت ۲۶۴۲۰ به‌عنوان یکی از آثار ملی ایران به ثبت رسیده‌است.
منابع:
«دانشنامهٔ تاریخ معماری ایران‌شهر». سازمان میراث فرهنگی و گردشگری ایران. بازبینی‌شده در ۱۹/۵/۲۰۱۱.
علی اسدی شرف آباد
Tower Hill Sharafabad
Name: Tower Hill Sharafabad
Iran
Region: East Azerbaijan Province
City: city Varzeghan
Information effect:
Username: Hill
Antiquity: the first millennium
Construction courses of action: the first millennium
Registration:
Reg: 26420
National Registration date:17 March 2009
Tower Hill Sharafabad to the first millennium BC and the city Varzeghan, Central District, the district Siena, 1.5 km south of the village Sharafabad on the mountain known as Old hot, and this effect on 17 March 2009 is located registration number 26420 is registered as a national heritage of Iran.
References:
"Encyclopedia of Iranshahr architectural history." Cultural Heritage and Tourism Organization of Iran. Retrieved on 05/19/2011.
Ali asadi sharafabad